# Place de la République populaire de Lougansk
La place de la République populaire de Lougansk (en russe : Площадь Луганской Народной Республики) est une voie publique située à Moscou.

## Origine du nom
La place de la République populaire de Lougansk porte le nom de la république séparatiste éponyme.

## Historique
À la suite d'un vote en ligne, auquel 109 603 personnes ont participé, une portion de terrain située devant l'ambassade du Royaume-Uni est nommée « place de la République populaire de Lougansk » par un décret signé le 4 juillet 2022 par le maire de Moscou Sergueï Sobianine afin de commémorer « l’action du peuple de la République populaire de Lougansk » lors de la guerre russo-ukrainienne.
Auparavant, le territoire situé devant l'ambassade des États-Unis à Moscou avait été baptisé « place de la République populaire de Donetsk ».